# San José Insurgentes

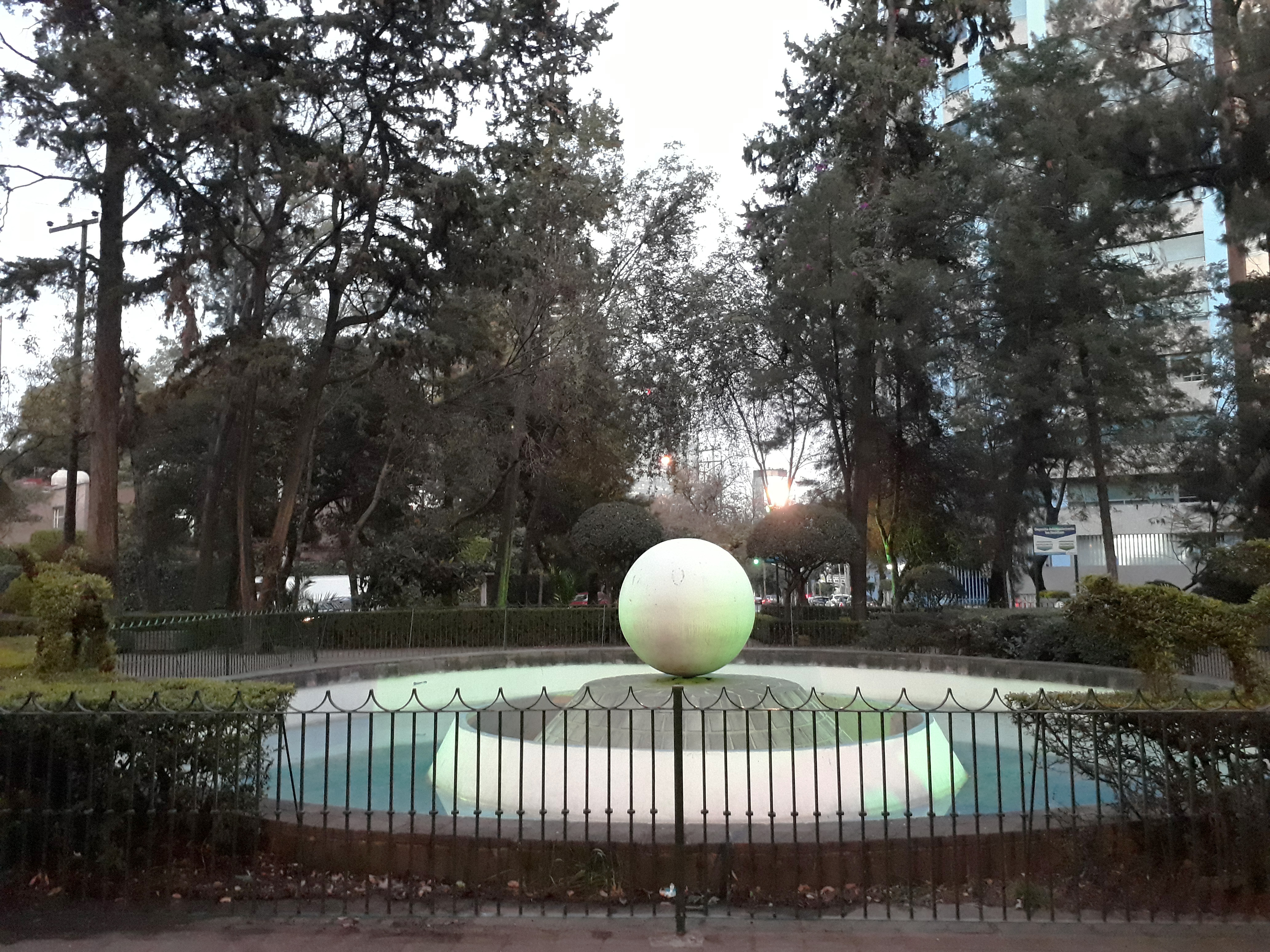
Parque de la Bola, centro de la colonia San José Insurgentes.

San José Insurgentes es una colonia de la alcaldía Benito Juárez, ubicada en la zona sur poniente de la Ciudad de México, México.

## Historia
A finales de los años treinta, la familia Alemán desarrolló la colonia San José Insurgentes, así como también lo hizo con Polanco y Ciudad Satélite. Desde entonces, la colonia ha sido residencia de personajes como el presidente Adolfo Ruiz Cortines, María Félix, Marco Antonio Campos, Rigo Tovar, Julio Scherer García, Federico Campbell y Jorge Negrete.

## Descripción
La colonia San José Insurgentes es limítrofe al oriente con Insurgentes Sur, al norte con Avenida Río Mixcoac, al poniente con Avenida Revolución y al sur con avenida Barranca del Muerto. Hoy día, la colonia alberga importantes oficinas corporativas, comercios y hoteles, así como el icónico Teatro de los Insurgentes. Es vecina de la famosa Colonia Del Valle, así como, de otros prestigiosos barrios.
De acuerdo al Plan de Desarrollo Urbano, para la alcaldía Benito Juárez, las construcciones en la colonia deben ser principalmente residenciales (H3/20/B, Habitacional, 3 niveles máximo, 20% de área libre y baja densidad o bien, 1 vivienda cada 100 metros). Está habitada fundamentalmente por familias de nivel socioeconómico medio alto y alto.
En el centro de la colonia, donde confluyen las principales calles, se halla el Parque de los Insurgentes, más conocido como Parque de la Bola, en razón de una fuente con una figura esférica. En este parque se hallan una escultura de Miguel Hidalgo y Costilla, así como bustos de varios escritores: Juan de la Cabada, Rodolfo Usigli, Rafael Solana, Luis G. Basurto, José Revueltas, Juan Rulfo, Josefina Vicens y Francisco Rojas González.  Fue remodelado en 2018, con ampliación, nuevo diseño de la fuente principal, arbolado y trotapista.
Adyacente se encuentra el edificio de amplia cúpula de la parroquia Emperatriz de América, más conocida como "iglesia de La Bola", a cargo de la  Congregación de los Agustinos de la Asunción (1957), construida por el ingeniero Juan Álvarez Domenzáin, con la colaboración de los arquitectos Jorge Bravo y José Bordes Vértiz.
En la rotonda, ubicada entre las calles de Capuchinas y Del Ángel, se erige una estatua en honor a Jorge Negrete.
En avenida de los Insurgentes se hallan las estaciones José María Velasco y Teatro Insurgentes del Metrobús

## Calles
| - Acordada - Andrés de la Concha - Barranca del Muerto - Capuchinas - Cerrada de Perpetua - Cordobanes - Damas - Del Ángel - Diego Becerra - Don Juan Manuel - Factor - Félix Parra | - Flamencos - Insurgentes Sur - José del Castillo - José María Ibarrarán - José María Velasco - Julio Ruelas - Lorenzo Rodríguez - Los Juárez - Mateo Herrera - Mercaderes - Miguel Noreña - Parque del Conde | - Perpetua - Plateros - Privada Venecia - Revolución - Río Mixcoac - Rodrigo Cifuentes - Sagredo - Salomé Piña - Saturnino Herrán |